# 上布日扎
上布日扎（捷克語：Horní Bříza）是捷克的城鎮，位於該國西部，距離首府皮爾森15公里，由比爾森州負責管轄，面積14.54平方公里，海拔高度367米，該鎮自十九世紀中葉發展煤礦業，2006年人口總計達 4,476。

## 姐妹城市
- 法國 约讷河畔新城

## 外部連結
- 官方网站